# Charles Misner
Charles Misner (Jackson, 13 giugno 1932 – 24 luglio 2023) è stato un fisico statunitense e uno degli autori di Gravitation. Le sue ricerche includono la relatività generale e la cosmologia. Il suo lavoro ha anche fornito le prime basi per gli studi sulla gravità quantistica e sulla relatività numerica.

## Biografia

### Formazione e incarichi accademici
Misner si laureò presso l'Università di Notre Dame nel 1952. Successivamente si trasferì alla Princeton University dove conseguì un Master nel 1954 e ottenne il suo dottorato di ricerca nel 1957. La sua dissertazione, dal titolo Outline of Feynman Quantization of General Relativity; Derivation of Field Equations; Vanishing of the Hamiltonian, fu completata sotto la direzione scientifica di John Wheeler.
Prima di completare il suo dottorato di ricerca, Misner entrò a far parte del Dipartimento di fisica di Princeton con il titolo di istruttore (1956-1959), e fu successivamente promosso a professore assistente (1959-1963). Nel 1963 si trasferì all'Università del Maryland, College Park come professore associato e lì ottenne lo status di professore ordinario nel 1966. Dal 2000, Misner è stato professore emerito di fisica e ha continuato ad essere membro del Gravitation Theory Group nel Centro del Maryland per la fisica fondamentale. Durante la sua carriera, Misner ha seguito 22 studenti di dottorato principalmente a Princeton e all'Università del Maryland.
Misner ricoprì incarichi in visita presso il Max Planck Institute for Gravitational Physics (noto anche come Albert Einstein Institute); il Kavli Institute for Theoretical Physics presso l'Università della California, Santa Barbara; la Pontificia Accademia di Cracovia (Polonia); l'Istituto per i problemi fisici di Mosca (durante il periodo dell'Unione Sovietica); il California Institute of Technology, l'Università di Oxford e l'Università di Cambridge.

## Opere
- Misner, Thorne, Wheeler, Gravitation, Freeman, 1973